# Jessica rafaeli
Jessica rafaeli är en spindelart som beskrevs av Antonio D. Brescovit 1999. Jessica rafaeli ingår i släktet Jessica och familjen spökspindlar. Inga underarter finns listade i Catalogue of Life.